# Paul Laffont
Pour les articles homonymes, voir Laffont.
Paul Laffont, né le 25 avril 1885 au Mas-d'Azil (Ariège) et mort assassiné le 13 juillet 1944 à Rimont (Ariège), est un homme politique français.

## Biographie
Docteur en droit, avocat au barreau de Toulouse et maire de Rimont. En mai 1914, comme radical-socialiste, il est élu député de l'Ariège, dans la circonscription de Saint-Girons.
Durant la Première Guerre mondiale, il est mobilisé le 1er août 1914 au 83e régiment d'infanterie avec le grade d'adjudant, avant d'accéder au grade de sous-lieutenant. Le 1er septembre 1915, il est détaché à l'école d'aviation de Buc et devient pilote dans l'escadrille C14 avec le grade de lieutenant. En octobre 1916, il est blessé et remis à la disposition du parlement. 
Réélu député en 1919, il est aussi élu conseiller général du canton de Castillon-en-Couserans de 1919 à 1940. 
En janvier 1921, il est nommé sous-secrétaire d'État aux Postes, télégraphes et téléphones (PTT). Il reste plus de trois ans dans cette fonction et entreprend plusieurs réformes importantes de cette administration. La loi de finances du 30 juin 1923 instaure le Budget annexe des PTT et crée un Conseil supérieur des Postes, Télégraphes et Téléphones, dont un décret, le 8 septembre 1923 règle l'organisation et le fonctionnement. Enfin, le décret du 18 décembre 1923 organise la nouvelle comptabilité. Dans ses grandes lignes, cette organisation perdure jusqu'à la réforme des PTT de 1990. 
Sénateur depuis 1930, président du conseil général de l'Ariège en 1939. La même année, il épouse à Paris avec Jeanne Theise. 
Pendant la Seconde Guerre mondiale, il vote les pleins pouvoirs au maréchal Pétain. Il prend rapidement ses distances avec le régime de Vichy et il est destitué de son poste de président du conseil général. Il se rapproche de la Résistance, où il rencontre cependant une certaine hostilité à cause de ses positions en 1940. En 1944, il soutient financièrement le maquis de la Crouzette, près de Rimont, tenu par les Francs-tireurs et partisans (FTPF). Le 13 juillet 1944, il est torturé et assassiné chez lui par un groupe de dix hommes, membres du Groupe d’action pour la justice sociale (GAJS) du Parti populaire français (PPF).

## Mandats et fonctions
- Député de l'Ariège de 1914 à 1930 ;
- Sénateur de l'Ariège de 1930 à 1940 ;
- Sous-secrétaire d'État aux Postes, Télégraphes et Téléphones du 17 janvier 1921 au 29 mars 1924 dans les gouvernements Aristide Briand (7) et Raymond Poincaré (2).

## Hommages
Le nom de Paul Laffont figure sur le monument des victimes érigé à Rimont. À côté, une stèle est surmontée de son buste.
À Saint-Girons, une avenue porte son nom.